# Rhacophorus kio
Espèce
Statut de conservation UICN

 LC B2ab(iii) : Préoccupation mineure
Rhacophorus kio ou Grenouille volante est une espèce d'amphibiens de la famille des Rhacophoridae.

## Répartition et habitat
Cette espèce se rencontre :
- dans le sud de la République populaire de Chine dans les provinces du Guangxi et du Yunnan ;
- dans le nord de la Thaïlande ;
- au Cambodge ;
- au Laos ;
- au Viêt Nam ;
- dans l'est de l'Inde.

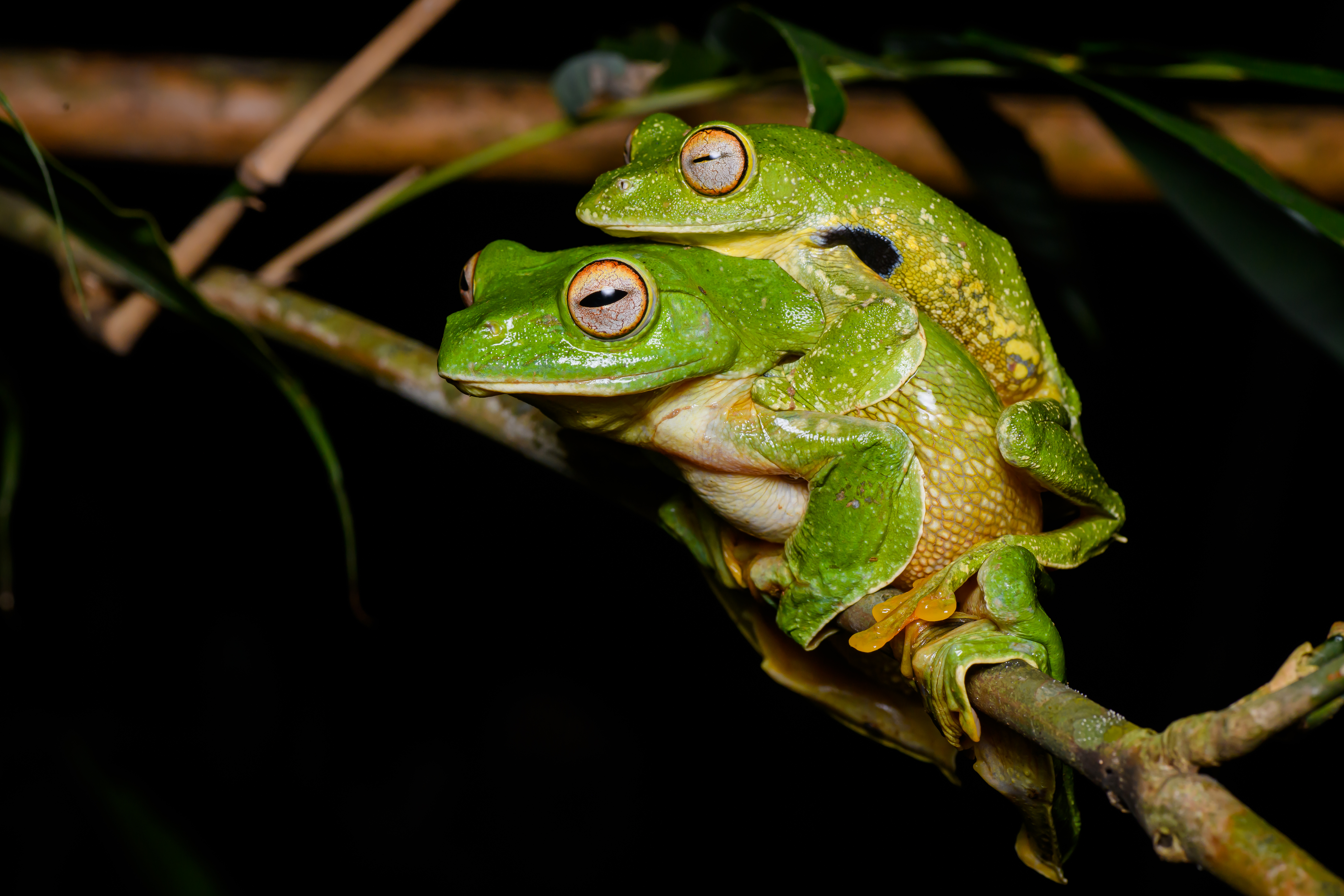
Accouplement de rhacophorus kio dans le parc national de Kui Buri, Thaïlande.

Elle vit dans les forêts tropicales humides primaires et secondaires. C'est une espèce arboricole qui vit dans la canopée.

## Description
Cette grenouille a des doigts palmés très développés qui lui permettent de planer d'arbre en arbre avec ses quatre "mini-parachutes".

## Reproduction
La femelle pond ses œufs dans un nid de mousse protectrice suspendu au-dessus d'une source d'eau. Quand les œufs se développent, les têtards tombent dans l'eau pour continuer de grandir et se transformer en grenouille.

## Publication originale
- Ohler & Delorme, 2006 : Well known does not mean well studied: Morphological and molecular support for existence of sibling species in the Javanese gliding frog Rhacophorus reinwardtii (Amphibia, Anura). Comptes Rendus Biologies, vol. 329, no 2, p. 86-97.